# Сан Пасторе (Кјети)
Сан Пасторе (итал. San Pastore) је насеље у Италији у округу Кјети, региону Абруцо.
Према процени из 2011. у насељу је живело 58 становника. Насеље се налази на надморској висини од 234 м.